# Liste von Erdbeben in Griechenland
Diese Liste von Erdbeben in Griechenland führt bedeutende Erdbeben an, die Auswirkungen auf dem Gebiet des heutigen Staates Griechenland hatten.

## Überblick

Epizentren von Erdbeben im Zeitraum 1900–2023

Erdbeben hatten immer schon einen Einfluss auf die Menschen in der Region. Aus dem 6. Jahrhundert v. Chr. sind philosophische Betrachtungen über Erdbeben bekannt und es sind Beschreibungen vieler historischer Erdbeben überliefert. Schwache Erdbeben können alle zwei bis drei Tage wahrgenommen werden, Beben mit einer Magnitude M > 8 treten etwa alle tausend Jahre auf. Ab 1850 entwickelte sich eine wissenschaftliche Erdbebenforschung in Griechenland. 1898 wurde der erste Seismograph am Nationalen Observatorium Athen installiert, 1911 folgte ein zuverlässigeres Gerät (Mainkapendel) und 1965 wurden weitere Stationen auf vier Inseln errichtet.
Die hohe Seismizität in Griechenland liegt in erster Linie an der Konvergenz der Afrikanischen mit der Eurasischen Platte. Dabei subduziert die Afrikanische Platte beim Hellenischen Inselbogen mit einer Geschwindigkeit von etwa 10 Millimetern pro Jahr nordwärts unter die Ägäische Platte. Im gesamten ägäischen Backarc-Becken herrscht eine Nord-Süd-Extension und die Ägäischen Mikroplatte bewegt sich zugleich mit etwa 35 Millimetern pro Jahr relativ schnell nach Süd bis Südwest. Während im Inneren der Ägäischen Mikroplatte ein Extensionsregime herrscht, wirken auf sie von außen Kompressionskräfte, da die Anatolische Platte im Osten von der Arabischen Platte westwärts gedrängt wird. Die Anatolische Platte dreht sich zugleich gegen den Uhrzeigersinn. In der nördlichen Ägäis wirkt die westwärtige Bewegung der Anatolischen Platte weiter. Am Hellenischen Inselbogen können starke Erdbeben mit dem Herdvorgang einer Überschiebung auftreten. An den Enden der Subduktionszone geht sie in eine dextrale Horizontalverschiebung westlich von Kephalonia und eine sinistrale östlich von Rhodos über, wo ebenfalls starke Beben möglich sind. Im Westen dreht sich die Adriatische Mikroplatte gegen den Uhrzeigersinn, wodurch in Nordwestgriechenland kompressive Kräfte auftreten, die Beben auslösen können. Die meisten Erdbeben in Griechenland haben eine geringe Herdtiefe von bis zu 20 Kilometern, lediglich an der Subduktionszone in der südlichen Ägäis kommen Hypozentren bis in 60 Kilometer Tiefe vor.
Neuere GPS-Messungen legen nahe, dass neben der Ägäischen Platte, auf der die Peloponnes, die Halbinsel Attika, die südlichen Ägäische Inseln und die meisten Ionischen Inseln liegen, noch weitere Mikroplatten in der Region existieren. Demnach befindet sich das Festland nördlich vom Golf von Korinth überwiegend auf der zentralgriechischen Mikroplatte und nordägäische Inseln wie Limnos auf der Süd-Marmara-Mikroplatte. Auch an den Grenzen der Mikroplatten sowie an Verwerfungen innerhalb dieser Blöcke können Erdbeben auftreten.

## Liste
Erläuterungen:
- Tote: Anzahl ist insbesondere bei weit zurückliegenden Beben oft nicht gesichert.
- Koordinaten: Sind bei Beben vor Beginn verlässlicher seismographischer Erfassung 1911 als Näherungswerte zu verstehen.
- Intensität: Wenn nicht anders angegeben, ist die Intensität auf der Modifizierten Mercalliskala gemeint.
- Magnituden:
  - MW: Momenten-Magnitude
  - MS: Oberflächenwellenmagnitude
  - ML: Lokalmagnitude = Richterskala
  - M: Art der Magnitude unbekannt
- k. A. = keine Angaben möglich

| Datum (Ortszeit)       | Ort                     | Tote        | Anmerkung                                                                                          | Koordinaten                  | Magnitude | Intensität | Beleg         |
| ---------------------- | ----------------------- | ----------- | -------------------------------------------------------------------------------------------------- | ---------------------------- | --------- | ---------- | ------------- |
| 426 v. Chr.            | Golf von Euböa          | 2.500       | Erdbeben im Golf von Euböa 426 v. Chr.                                                             | 38° 54′ 0″ N, 22° 42′ 0″ O   | 7,1 MS    | X          | [ 4 ] [ 5 ]   |
| 21. Juli 365           | vor Kreta               | 5.000       | Erdbeben vor Kreta 365                                                                             | 35° 0′ 0″ N, 23° 0′ 0″ O     | 8,0 MS    | XI         | [ 4 ] [ 6 ]   |
| 7. Juli 551            | Golf von Korinth        | 5.000       | Möglicherweise drei Beben; Schäden in mehreren Städten am Golf von Korinth                         | 38° 24′ 0″ N, 22° 18′ 0″ O   | 7,1 MS    | IX         | [ 7 ]         |
| Dezember 856           | Korinth                 | 45.000      | | 37° 54′ 0″ N, 22° 54′ 0″ O   | k. A.     | k. A.      | [ 8 ]         |
| 8. August 1303         | Kreta                   | 4.000       | Erdbeben vor Kreta 1303                                                                            | 35° 0′ 0″ N, 27° 0′ 0″ O     | 8,0 MS    | IX         | [ 4 ] [ 9 ]   |
| August 1384            | Lesbos                  | 500         | | 39° 18′ 0″ N, 26° 18′ 0″ O   | k. A.     | VII        | [ 10 ]        |
| Oktober 1491 oder 1493 | Kos                     | 5.000       | | 36° 54′ 0″ N, 27° 0′ 0″ O    | k. A.     | k. A.      | [ 11 ]        |
| 29. Mai 1508           | Kreta                   | 300         | | 35° 12′ 0″ N, 25° 6′ 0″ O    | k. A.     | X          | [ 12 ]        |
| 30. September 1636     | Kefalonia               | mind. 520   | 520 Tote allein auf Kefalonia, Schäden und Opfer auf Kefalonia und Zakynthos, zahlreiche Nachbeben | 38° 6′ 0″ N, 20° 18′ 0″ O    | 7,2 MS    | X          | [ 13 ]        |
| 7. Juni 1750           | Kythira                 | 2.000       | Fast alle Häuser auf Kythira wurden zerstört oder schwer beschädigt                                | 36° 12′ 0″ N, 23° 0′ 0″ O    | k. A.     | X          | [ 14 ] [ 15 ] |
| 16. Februar 1810       | Kreta                   | 2.000       | Sehr schwere Schäden in Iraklio; Beben war noch in Malta und Kairo zu spüren                       | 35° 30′ 0″ N, 25° 0′ 0″ O    | k. A.     | X          | [ 16 ] [ 17 ] |
| 12. Oktober 1856       | Kreta                   | 538         | Mehrere Tausend Häuser zerstört; Schäden auch in Ägypten                                           | 35° 30′ 0″ N, 26° 0′ 0″ O    | k. A.     | XI         | [ 18 ]        |
| 4. Februar 1867        | Kefalonia               | 233         | Erdbeben auf Kefalonia 1867                                                                        | 38° 24′ 0″ N, 20° 12′ 0″ O   | 7,9 M     | X          | [ 4 ] [ 19 ]  |
| 3. April 1881          | Chios                   | 5.058–7.866 | Erdbeben von Chios 1881                                                                            | 38° 18′ 0″ N, 26° 12′ 0″ O   | 6,5 MW    | IX         | [ 4 ]         |
| 27. August 1886        | Trifylia                | 600         | Filiatra wurde völlig zerstört, schwere Schäden in Marathopoli                                     | 37° 6′ 0″ N, 21° 30′ 0″ O    | 7,5 M     | X          | [ 20 ]        |
| 20. April 1894         | Lokri                   | 255         | | 38° 36′ 0″ N, 23° 12′ 0″ O   | 6,7 MS    | X          | [ 21 ]        |
| 26. Juni 1926          | vor Rhodos              | mind. 17    | Erdbeben vor Rhodos 1926                                                                           | 36° 30′ 0″ N, 26° 51′ 36″ O  | 7,4 MS    | IX         | [ 22 ]        |
| 26. September 1932     | Chalkidiki              | 161–491     | Ierissos und vier weitere Dörfer wurden zerstört                                                   | 40° 30′ 0″ N, 23° 54′ 0″ O   | 6,9 MW    | X          | [ 23 ]        |
| 23. April 1933         | Dodekanes               | 181         | Schäden auf Kos, Nisyros und anderen Inseln                                                        | 36° 45′ 32″ N, 27° 17′ 56″ O | 6,4 MW    | X          | [ 24 ]        |
| 9. Juli 1956           | Amorgos                 | 56          | Großer Tsunami und zahlreiche Nachbeben                                                            | 36° 54′ 0″ N, 26° 0′ 0″ O    | 7,8 MS    | IX         | [ 25 ]        |
| 20. Februar 1968       | Agios Efstratios        | 20          | | 39° 22′ 5″ N, 24° 57′ 25″ O  | 7,2 MW    | X          | [ 26 ]        |
| 20. Juni 1978          | Thessaloniki            | 50          | Die meisten Opfer forderte der Einsturz eines achtstöckigen Wohngebäudes                           | 40° 44′ 20″ N, 23° 13′ 44″ O | 6,4 MS    | VIII       | [ 27 ]        |
| 12. August 1953        | Kefalonia/Zakynthos     | 476         | Erdbeben auf Kefalonia und Zakynthos 1953                                                          | 38° 10′ 55″ N, 20° 56′ 31″ O | 6,8 MW    | X          | [ 4 ]         |
| 24. Februar 1981       | Golf von Korinth/Attika | 20–22       | Erdbeben im Golf von Korinth 1981, ca. 8000 Häuser zerstört                                        | 38° 13′ 19″ N, 22° 56′ 2″ O  | 6,7 MS    | IX         | [ 4 ]         |
| 13. September 1986     | Kalamata                | 20          | Erdbeben bei Kalamata 1986                                                                         | 37° 0′ 50″ N, 22° 10′ 34″ O  | 6,0 MW    | VII        | [ 4 ]         |
| 7. September 1999      | Athen                   | 143         | Erdbeben von Athen 1999; 1.600 Verletzte, 50.000 Menschen wurden obdachlos                         | 38° 7′ 8″ N, 23° 36′ 18″ O   | 6,0 MW    | IX         | [ 28 ]        |
| 21. Juli 2017          | vor Kos                 | 2           | Erdbeben in der Ägäis 2017                                                                         | 36° 55′ 44″ N, 27° 24′ 50″ O | 6,6 MW    | VII        | [ 4 ]         |
| 30. Oktober 2020       | vor Samos               | 119         | Erdbeben in der Ägäis 2020                                                                         | 37° 55′ 5″ N, 26° 47′ 24″ O  | 7,0 MW    | VIII       | [ 4 ]         |
| 27. September 2021     | Kreta                   | 1           | Erdbeben auf Kreta 2021; 35 Verletzte, mehr als 1000 Gebäude wurden schwer beschädigt              | 35° 15′ 7″ N, 25° 15′ 36″ O  | 6,0 MW    | VIII       | [ 29 ] [ 30 ] |

- Karte mit allen Koordinaten:
- OSM |
- WikiMap

## Belege
1. ↑  Vicki Kouskouna, Kostas Makropoulos: Historical Earthquake Investigations in Greece. In: Annals of Geophysics. Band 47, Nummer 2/3. April/Juni 2004, S. 723–731 doi:10.4401/ag-3333, Digitalisat auf researchgate.net (englisch).
2. 1 2  V. K. Papazachos: Active Tectonics in the Aegean and surrounding area. In: Bulletin of the Geological Society of Greece. Band 34, Heft 6. 2002, S. 2237–2253. doi:10.12681/bgsg.16865 (griechisch).
3. ↑  Marleen Nyst, Wayne Thatcher: New constraints on the active tectonic deformation of the Aegean. In: Journal of Geophysical Research. Band 109. 2004, S. doi:10.1029/2003JB002830, Digitalisat auf researchgate.net (englisch).
4. 1 2 3 4 5 6 7 8 9 10  Belege zu diesem Beben siehe im entsprechenden Hauptartikel.
5. ↑  Greece: Euboea. NCEI/WDS Global Significant Earthquake Database. NOAA National Centers for Environmental Information, abgerufen am 23. September 2020 (englisch).
6. ↑  Greece: Crete: Knossos. NCEI/WDS Global Significant Earthquake Database. NOAA National Centers for Environmental Information, abgerufen am 23. September 2020 (englisch).
7. ↑  Greece: Schisma, Boetia. NCEI/WDS Global Significant Earthquake Database. NOAA National Centers for Environmental Information, abgerufen am 25. September 2020 (englisch).
8. ↑  Greece: Korinthos,Patrai (Patras). NCEI/WDS Global Significant Earthquake Database. NOAA National Centers for Environmental Information, abgerufen am 25. September 2020 (englisch).
9. ↑  Greece: Crete. NCEI/WDS Global Significant Earthquake Database. NOAA National Centers for Environmental Information, abgerufen am 23. September 2020 (englisch).
10. ↑  Greece: Lesbos. NCEI/WDS Global Significant Earthquake Database. NOAA National Centers for Environmental Information, abgerufen am 1. Oktober 2020 (englisch).
11. ↑  Greece: Kos. NCEI/WDS Global Significant Earthquake Database. NOAA National Centers for Environmental Information, abgerufen am 25. September 2020 (englisch).
12. ↑  Greece: Crete: Iraklion (Candia),Megalokastron. NCEI/WDS Global Significant Earthquake Database. NOAA National Centers for Environmental Information, abgerufen am 1. Oktober 2020 (englisch).
13. ↑  Greece: Cephalonia. NCEI/WDS Global Significant Earthquake Database. NOAA National Centers for Environmental Information, abgerufen am 1. Oktober 2020 (englisch).
14. ↑  Greece: Morea,Cerigo. NCEI/WDS Global Significant Earthquake Database. NOAA National Centers for Environmental Information, abgerufen am 25. September 2020 (englisch).
15. ↑  N. N. Ambraseys: Earthquakes in the Mediterranean and Middle East: A Multidisciplinary Study of Seismicity up to 1900. Cambridge University Press, Cambridge 2009, ISBN 978-0-521-87292-8, S. 572f.
16. ↑  Greece: Crete: Iraklion (Candia). NCEI/WDS Global Significant Earthquake Database. NOAA National Centers for Environmental Information, abgerufen am 25. September 2020 (englisch).
17. ↑  N. N. Ambraseys: Earthquakes in the Mediterranean and Middle East: A Multidisciplinary Study of Seismicity up to 1900. Cambridge University Press, Cambridge 2009, ISBN 978-0-521-87292-8, S. 625–627.
18. ↑  Greece: Crete; Egypt. NCEI/WDS Global Significant Earthquake Database. NOAA National Centers for Environmental Information, abgerufen am 1. Oktober 2020 (englisch).
19. ↑  Greece: Cephalonia. NCEI/WDS Global Significant Earthquake Database. NOAA National Centers for Environmental Information, abgerufen am 23. September 2020 (englisch).
20. ↑  Greece: Triphylie (Peleponese), Philiatra. NCEI/WDS Global Significant Earthquake Database. NOAA National Centers for Environmental Information, abgerufen am 1. Oktober 2020 (englisch).
21. ↑  Greece: Locride, malesina-Martinon (Lokris). NCEI/WDS Global Significant Earthquake Database. NOAA National Centers for Environmental Information, abgerufen am 1. Oktober 2020 (englisch).
22. ↑  N. N. Ambraseys, R. D. Adams: The Rhodes earthquake of 26 June 1926. September 1998, doi:10.1023/A:1009706415417 (englisch, springer.com [abgerufen am 25. April 2023]).
23. ↑  Greece: Hierissos-Strantonion (Chalkidiki). NCEI/WDS Global Significant Earthquake Database. NOAA National Centers for Environmental Information, abgerufen am 1. Oktober 2020 (englisch).
24. ↑  Greece: Dodecanese Islands. NCEI/WDS Global Significant Earthquake Database. NOAA National Centers for Environmental Information, abgerufen am 1. Oktober 2020 (englisch).
25. ↑  Greece: Dodecanese. NCEI/WDS Global Significant Earthquake Database. NOAA National Centers for Environmental Information, abgerufen am 2. Oktober 2020 (englisch).
26. ↑  Greece: Aegean Sea: St Eustratios. NCEI/WDS Global Significant Earthquake Database. NOAA National Centers for Environmental Information, abgerufen am 8. Februar 2021 (englisch).
27. ↑  Greece: Thessaloniki. NCEI/WDS Global Significant Earthquake Database. NOAA National Centers for Environmental Information, abgerufen am 2. Oktober 2020 (englisch).
28. ↑  Greece: Athens. NCEI/WDS Global Significant Earthquake Database. NOAA National Centers for Environmental Information, abgerufen am 2. Oktober 2020 (englisch).
29. ↑  Greece: Crete. NCEI/WDS Global Significant Earthquake Database. NOAA National Centers for Environmental Information, abgerufen am 16. Oktober 2021 (englisch).
30. ↑  Σεισμός στο Ηράκλειο / Ένας νεκρός στο Αρκαλοχώρι - 35 τραυματίες - 1.000 τα ακατοίκητα σπίτια από τα 5,8 Ρίχτερ. In: avgi.gr. 27. September 2021, abgerufen am 16. Oktober 2021 (griechisch).